# Liste des députés des Établissements français de l'Inde
 (mai 2025).
Si vous disposez d'ouvrages ou d'articles de référence ou si vous connaissez des sites web de qualité traitant du thème abordé ici, merci de compléter l'article en donnant les références utiles à sa vérifiabilité et en les liant à la section « Notes et références ».
La liste des députés des Établissements français de l'Inde recense les députés élus dans les Indes orientales et les EFI de 1789 à 1954.

## Assemblée constituante de 1789
Députés des Indes orientales élus par l'Assemblée de Pondichéry.
- Philibert-Augustin-Bernard de Beylié (1789-1791)
- Joseph de Kerjean (1789-1790, refuse de siéger)
- Jean-Louis Monneron (1790-1791)

## Deuxième République
- Lecour de Grandmaison (janvier-mai 1849)
- Auguste Bourgoin (son suppléant, appelé à siéger du 24 avril 1849 au 26 mai 1849)

## Troisième République
- Pierre Desbassayns de Richemont (1871-1876, ensuite sénateur de 1876 à 1882)
- Jules Godin (1876-1881, ensuite sénateur de 1891 à 1900)
- Louis Alype dit Pierre-Alype (1881-1898), Républicain
- Louis Henrique-Duluc (1898-1906)
- Philema Lemaire (1906-1910)
- Paul Bluysen (1910-1924, ensuite sénateur de 1924 à 1928)
- Gabriel Louis Angoulvant (de 1924 à 1928)
- Jean Coponat (1928-1932)
- Pierre Dupuy (1932-1942)

## Quatrième République
- Deiva Zivarattinam (1945 à 1946)
- Lambert Saravane (1946 à 1951)
- Édouard Goubert (1951 à 1954)